# 레스터 앨런

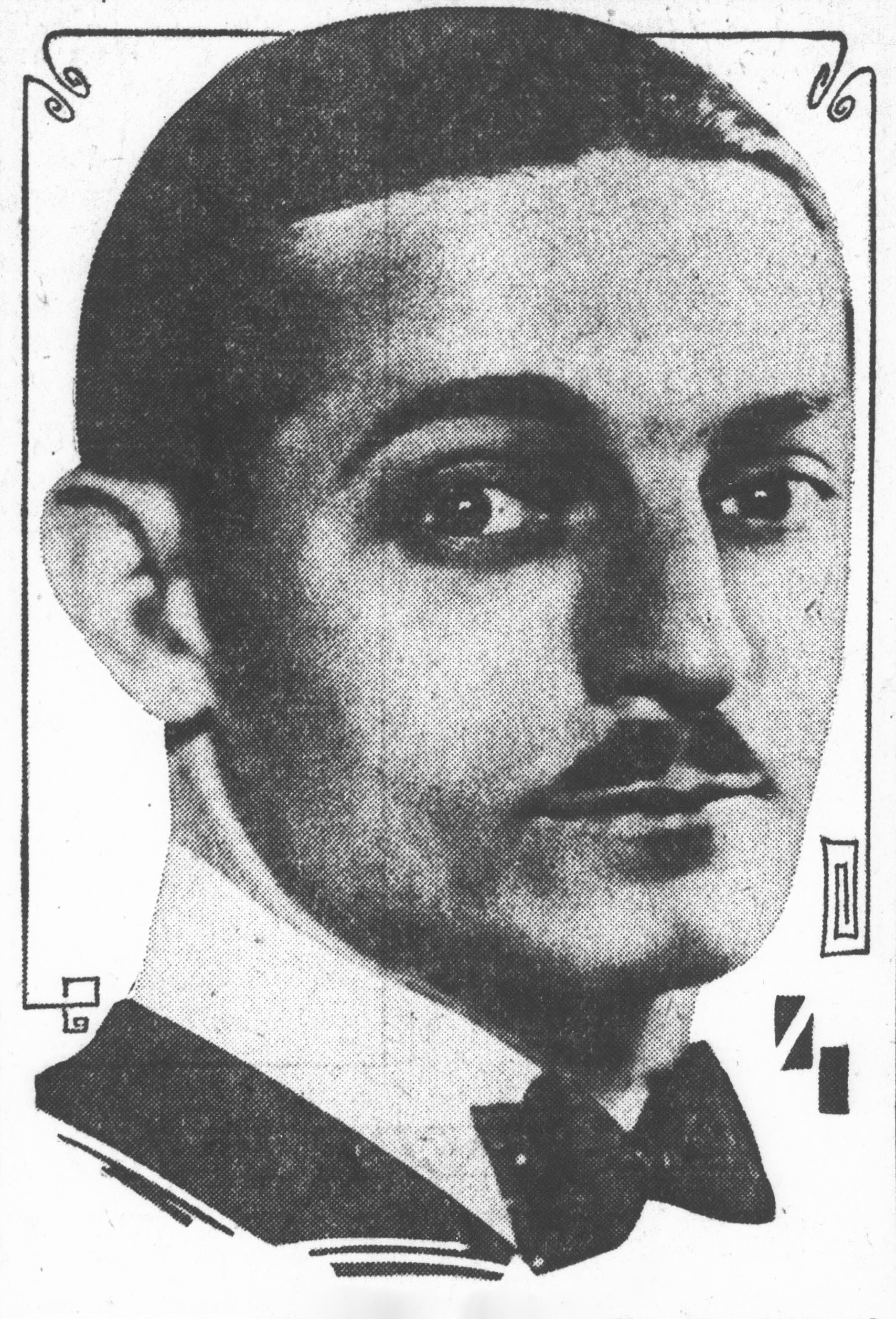

레스터 앨런(Lester Allen, 1891년 11월 17일 ~ 1949년 11월 6일)은 미국의 영화 감독, 연극 배우, 영화배우이다.
우티카에서 태어났으며 할리우드에서 사망하였다. 사인은 교통사고이다. 할리우드 포에버 공동묘지에 매장되었다.

## 영화
- 해적 (1948년)
- 검은 거울 (1946년)
- 돌리 시스터스 (1945년)
- 아이리쉬 아이스 알 스마일링 (1944년)